# Ingeborg-Bachmann-Preis 2006
Der Ingeborg-Bachmann-Preis 2006 war der 30. Wettbewerb um den Literaturpreis im Rahmen der Tage der deutschsprachigen Literatur. Die Veranstaltung fand vom 21. bis 25. Juni 2006 im Klagenfurter ORF-Theater des Landesstudios Kärnten statt.

## Autoren

### Erster Lesetag
- Sigrid Behrens: Diskrete Momente (Auszug), vorgeschlagen von Norbert Miller
- Bodo Hell: Stadt Land Berg, vorgeschlagen von Ilma Rakusa
- Silvio Huonder: Ohne Titel, vorgeschlagen von Martin Ebel
- Clemens Meyer: Reise zum Fluss, vorgeschlagen von Ursula März
- Angelika Overath: Das Aquarium, vorgeschlagen von Ursula März
- Kevin Vennemann: Im Komponierhäuschen (Auszug), vorgeschlagen von Ilma Rakusa
- Andreas Merkel: Aus dem Unterholz, vorgeschlagen von Klaus Nüchtern

### Zweiter Lesetag
- Claudia Klischat: Stillstand, vorgeschlagen von Heinrich Detering
- Thomas Melle: Nachtschwimmen, vorgeschlagen von Burkhard Spinnen
- Dirk von Petersdorff: Anfang, vorgeschlagen von Heinrich Detering
- Paul Brodowsky: Aufnahme, vorgeschlagen von Iris Radisch
- Annette Mingels: Nachbeben, vorgeschlagen von Martin Ebel
- Hanno Millesi: Werktagsüber, vorgeschlagen von Daniela Strigl
- Norbert Scheuer: Überm Rauschen, vorgeschlagen von Iris Radisch

### Dritter Lesetag
- Katja Huber: Sofija (Romanauszug), vorgeschlagen von Klaus Nüchtern
- Kathrin Passig: Sie befinden sich hier, vorgeschlagen von Daniela Strigl
- Kai Weyand: Paso Doble, vorgeschlagen von Norbert Miller
- Ina Strelow: Arrest, vorgeschlagen von Burkhard Spinnen

## Juroren

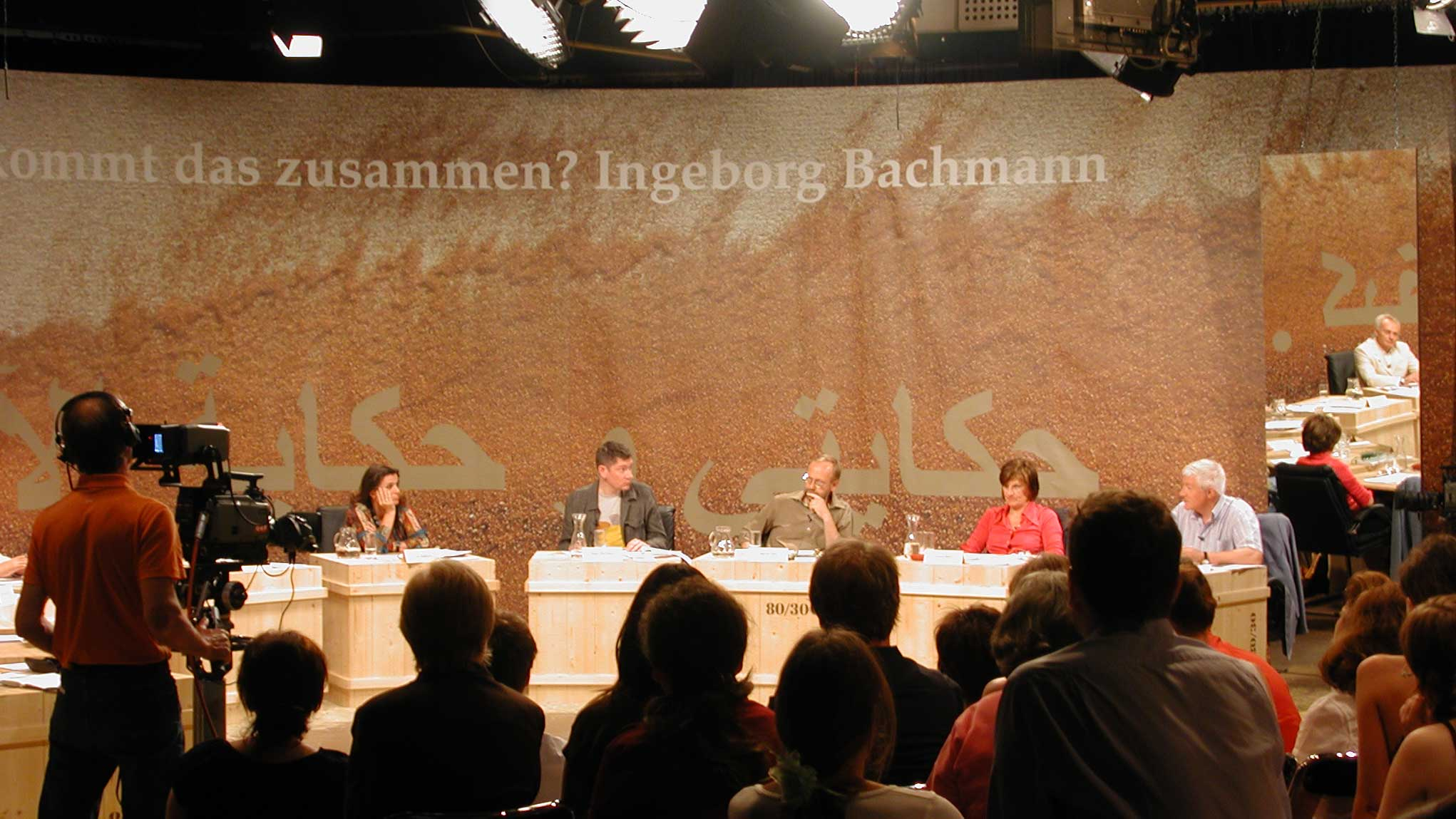
Jury 2006: von links: Iris Radisch; Klaus Nüchtern; Burkhard Spinnen; Ursula März; Karl Corino; im Spiegel: Heinrich Detering

- Karl Corino (für den erkrankten Norbert Miller)
- Heinrich Detering
- Martin Ebel
- Ursula März
- Klaus Nüchtern
- Iris Radisch (Juryvorsitz)
- Ilma Rakusa
- Burkhard Spinnen
- Daniela Strigl

## Preisträger
- Ingeborg-Bachmann-Preis (dotiert mit 25.000 Euro): Kathrin Passig
- Telekom-Austria-Preis (dotiert mit 10.000 Euro): Bodo Hell
- 3sat-Preis (7.500 Euro): Norbert Scheuer
- Ernst-Willner-Preis (7.000 Euro): Angelika Overath
- Kelag-Publikumspreis (dotiert mit 5.000 Euro): Kathrin Passig